# Stanisław Rożek
Stanisław Rożek, ps. „Chmiel”, „Przebój”, „Zych” (ur. 11 listopada 1906 w Tarnopolu, zm. 6 stycznia 1981 w Nowym Sączu) – porucznik Armii Krajowej oraz Ruchu Oporu Armii Krajowej.

## Życiorys
Syn Stefana i Anieli z domu Kasperskiej. We Lwowie ukończył szkołę powszechną oraz gimnazjum matematyczno-przyrodnicze. W 1928 r. w Zagórzu ukończył Państwową Szkołę Leśną i od 1929 r. pracował w Dyrekcji Lasów Państwowych w Warszawie. Od 1930 r. w Urzędzie Wojewódzkim w Warszawie wykonywał prace pomiarowe do prac melioracyjnych i regulacyjnych, m.in. kierował regulacją rzeki Orzyc oraz nawodnieniem torfowiska Szeroka Biel. W 1939 r. został skierowany do prac fortyfikacyjnych na pograniczu z Prusami Wschodnimi.
Po wybuchu II wojny światowej nie wziął udziału w walkach. W 1941 r. rozpoczął działalność konspiracyjną w szeregach Związku Walki Zbrojnej, został szefem wywiadu Obwodu Przasnysz, a od 1944 r. zastępcą inspektora Inspektoratu „R”. W późniejszym czasie został mianowany zastępcą inspektora Inspektoratu „BR” w Podokręgu Północnym Obszaru Warszawskiego AK. Do jego zadań należało zapienienie łączności pomiędzy oddziałami oraz dostarczaniem im zaopatrzenia. 
Po rozwiązaniu Armii Krajowej nie zdecydował się na ujawnienie i pozostał w konspiracji, zaczął się posługiwać fałszywym nazwiskiem Czesław Chmielewski. Na polecenie Stefana Szmakfefera podjął działania umacniające struktury podziemia antykomunistycznego i dostosowywanie go do długotrwałego działania w warunkach konspiracji. Nowe struktury początkowo funkcjonowały jako Samoobrona Społeczna, a od jesieni 1945 r. jako Ruch Oporu Armii Krajowej. 
Jako komendant Inspektoratu Mazowieckiego ROAK rozpoczął tworzenie komórek informacyjno-wywiadowczych prowadzących działalność w zakresie wywiadu społecznego, gospodarczego i politycznego. Ograniczył liczebność tych struktur, kładł duży nacisk na ścisłą konspirację działalności. Dzięki jego działaniom zostały pozyskane radiostacje, które miały służyć utrzymaniu łączności z polskimi władzami na uchodźstwie. Przyczynił się do wydania „Biuletynu Mazowieckiego”, prasowego organu inspektoratu. Zalecał swym podwładnym przenikanie do struktur Urzędu Bezpieczeństwa Publicznego i Milicji Obywatelskiej aby docierać do informacji nt. sił radzieckich stacjonujących w Polsce oraz funkcjonowania komunistycznych organów bezpieczeństwa. 
Do jesieni 1945 r. zdołał stworzyć strukturę Inspektoratu Mazowieckiego ROAK na terenie powiatu przasnyskiego, makowskiego i pułtuskiego. Nawiązał również kontakt z Białostockim Okręgiem Armii Krajowej Obywatelskiej. W maju 1946 r. nawiązał kontakt z mjr. Edmundem Filochowskim z Zrzeszenia Wolność i Niezawisłość w celu wcielenia kierowanych przez niego struktur ROAK do WiN. Podczas kolejnej rozmowy, 25 lipca 1946 r., został aresztowany przez Urząd Bezpieczeństwa. 
W trakcie śledztwa, dzięki umieszczeniu Rożka w celi z tajnym współpracownikiem, UB zdobyło dowody jego działalności podziemnej. 22 kwietnia 1947 r. został skazany przez Wojskowy Sąd Rejonowy w Warszawie na karę śmierci. Na podstawie amnestii wyrok został złagodzony do 15 lat więzienia. W styczniu 1955 r. został zwolniony z więzienia na podstawie złagodzenia kary przez Radę Państwa. 
Zamieszkał w Nowym Sączu, gdzie zmarł 6 stycznia 1981 r.

## Życie prywatne
W 1930 r. poślubił Zofią Rejowską, z którą miał troje dzieci. 